# Clélie Mathias
Clélie Mathias, née le 11 décembre 1979 à Lyon (Rhône), est une journaliste française.
À partir de 2005, elle travaille sur les chaînes de télévision Direct 8 et I-Télé. À la radio, sur France Inter, elle présente l'émission nocturne Tous les chats sont gris durant six mois en 2014.
Elle est l'auteur du livre On n'est jamais mort en politique sorti chez Albin Michel en 2013.
De 2016 jusqu'à 2022, elle présente des journaux ou anime des débats en plateau sur la chaîne d'information en continu CNews. Elle y fait son retour en juillet 2024.

## Biographie

### Études et débuts professionnels
Diplômée de l'Institut d'études politiques de Paris en 2002[réf. nécessaire], Clélie Mathias passe près d'un an au cours Florent[réf. nécessaire]. Elle entre ensuite à l'Institut français de presse (IFP) de l'université Paris-II, dont elle obtient le diplôme en 2005.
Elle commence à travailler pour la presse écrite (L'Est républicain), la radio (France Culture) et la télévision (LCI).[réf. nécessaire]

### Carrière dans les médias
En mars 2005, elle rejoint la rédaction de la chaîne de télévision Direct 8 au moment de son lancement. Elle présente notamment les infos ou la matinale Direct Matin (infos et interviews) ainsi que Touche pas ma planète, émission hebdomadaire de débats sur l'environnement et l'écologie ou La Pause actu, magazine d'actualité quotidien diffusé à 12h20.
Dès 2010, elle anime du lundi au vendredi Le Nouveau Journal à 18 h 30, magazine de quinze minutes avant Morandini ! ainsi qu'un magazine de reportages sur l'écologie, Entre ciel et terre. Clélie Mathias tient aussi un blog sur l'actualité de notre planète.
Parallèlement, durant les étés 2011 et 2012, elle anime la matinale des samedi et dimanche, sur la radio France Inter de 5 h à 9 h.
Elle devient à la rentrée 2012, la remplaçante attitrée de Guyonne de Montjou à la présentation du 5/6 de France Inter et coanime sur cette même antenne une nuit spéciale consacrée aux élections américaines le 7 novembre.
Par ailleurs, lors du lancement de D8 le 7 octobre 2012, elle devient rédactrice en chef du journal télévisé de la mi-journée présenté par Élé Asu et intègre la rédaction d'I-Télé où elle anime Info Soir week-end.
De janvier à juin 2014, elle anime, chaque nuit, l'émission Tous les chats sont gris sur France Inter.
Elle présente depuis septembre 2016 les journaux de la matinale de CNews de 6 h à 9 h avec Romain Desarbres. Elle n'est plus présente sur le plateau de la matinale de CNews à compter de septembre 2019 car elle attend un enfant.
Toujours en 2019, elle a présenté le magazine de reportages Au cœur de l'enquête sur la chaîne CStar.
Après la naissance de son enfant, elle est de retour sur CNews à la rentrée 2020 où elle anime une émission de débat, La Belle Équipe, la semaine entre 14 h et 15 h 30.

### Écrivaine
Clélie Mathias est l'auteur du livre On n'est jamais mort en politique, publié en janvier 2013 aux éditions Albin Michel.

### Vie privée
Jusqu’en 2007, elle était la compagne d'Antonin Lévy, fils de BHL.
Le 19 novembre 2019, elle annonce sur les réseaux sociaux qu’elle attend un enfant pour le mois de février 2020. Le 12 mars 2020, elle annonce avoir donné naissance à un garçon.

## Résumé de carrière

### Publication
- On n'est jamais mort en politique, Albin Michel, 256, 2013,  (ISBN 9782226243935)

### Parcours en radio
- Étés 2011 et 2012 : animatrice des matinales des samedi et dimanche, sur France Inter
- 2012-???? : remplaçante attitrée de Guyonne de Montjou à la présentation du 5/6 sur France Inter
- 2012 : co-animatrice d'une nuit spéciale consacrée aux élections américaines sur France Inter
- 2014 : animatrice de l'émission Tous les chats sont gris sur France Inter